# Récompenses du Magic d'Orlando
Le Magic d'Orlando est une franchise de basket-ball américaine évoluant dans la National Basketball Association. Cet article regroupe l'ensemble des récompenses du Magic d'Orlando durant les saisons NBA.

## Titres de l'équipe

### Champion NBA
Pas de titre NBA.

### Champion de la Conférence Est
Ils ont remporté 2 titres de champion de la Conférence Est : 1995 et 2009.

### Champion de Division
Le Magic a été 8 fois champion de division : 1995, 1996, 2008, 2009, 2010, 2019, 2024 et 2025.
Ces 8 titres se répartissent en 2 titres de champion de la division Atlantique et 6 titres de champion de la division Sud-Est.

## Titres individuels

### Défenseur de l'année
- Dwight Howard (x3) – 2009, 2010, 2011

### Rookie de l'année
- Shaquille O'Neal – 1993
- Mike Miller – 2001

### 6ehommede l'année
- Darrell Armstrong – 1999

### Meilleure progression de l'année
- Scott Skiles – 1991
- Darrell Armstrong – 1999
- Tracy McGrady – 2001
- Hedo Türkoğlu – 2008
- Ryan Anderson – 2012

### Entraîneur de l'année
- Doc Rivers – 2000

### Exécutif de l'année
- John Gabriel – 2000

### NBA Sportsmanship Award
- Grant Hill – 2005

## Hall of Fame

### Joueurs
7 joueurs ayant passé une grande partie de leur carrière au Magic d'Orlando ont été introduits au Basketball Hall of Fame (également appelé Naismith Memorial Basketball Hall of Fame).
| Joueur            | Activité au Magic | Activité au Magic   | Hall of Fame        |
| Joueur            | Années            | Titres avec Orlando | Année intronisation |
| ----------------- | ----------------- | ------------------- | ------------------- |
| Nick Anderson     | 1989–1999         | 0                   | 2014                |
| Shaquille O'Neal  | 1992–1996         | 0                   | 2015                |
| Penny Hardaway    | 1993–1999         | 0                   | 2017                |
| Tracy McGrady     | 2000–2004         | 0                   | 2018                |
| Darrell Armstrong | 1995–2003         | 0                   | 2020                |
| Ben Wallace       | 1999–2000         | 0                   | 2021                |
| Vince Carter      | 2009–2010         | 0                   | 2024                |

### Entraineurs, managers et contributeurs
| Personnalité  | Activité au Magic | Activité au Magic   | Activité au Magic | Hall of Fame        | Hall of Fame |
| Personnalité  | Années            | Titres avec Orlando | Fonction          | Année intronisation | Qualité      |
| ------------- | ----------------- | ------------------- | ----------------- | ------------------- | ------------ |
| Pat Williams  | 1988–             | 0                   | cofondateur       | 2014                | contributeur |
| Richard DeVos | 1991–2018         | 0                   | propriétaire      | 2016                | contributeur |
| Jim Hewitt    | –                 | 0                   | fondateur         | 2017                | contributeur |
| David Steele  | 1989–             | 0                   | diffuseur         | 2019                | contributeur |

## Maillots retirés
Les maillots retirés au sein de la franchise du Magic sont les suivants :
- 6 - en hommage aux fans, le « 6e homme » de l’équipe.
- 32 - Shaquille O'Neal

## Récompenses du All-Star Week-End

### Sélections au All-Star Game
Liste des joueurs sélectionnés pour le All-Star Game, en tant que joueur du Magic d'Orlando
- Shaquille O'Neal (x4) – 1993, 1994, 1995, 1996
- Anfernee Hardaway (x4) – 1995, 1996, 1997, 1998
- Tracy McGrady (x4) – 2001, 2002, 2003, 2004
- Grant Hill (x2) – 2001, 2005
- Dwight Howard (x6) – 2007, 2008, 2009, 2010, 2011, 2012
- Rashard Lewis – 2009
- Jameer Nelson – 2009
- Nikola Vučević (x2) – 2019, 2021
- Paolo Banchero – 2024

### Entraîneur au All-Star Game
- Brian Hill – 1995
- Stan Van Gundy – 2009

### Vainqueur du concours de dunks
- Dwight Howard – 2008

## Distinctions en fin d'année

### All-NBA Team

#### All-NBA First Team
- Penny Hardaway (x2) – 1995, 1996
- Tracy McGrady (x2)– 2002, 2003
- Dwight Howard (x5) – 2008, 2009, 2010, 2011, 2012

#### All-NBA Second Team
- Shaquille O'Neal – 1995
- Tracy McGrady (x2) – 2001, 2004

#### All-NBA Third Team
- Shaquille O'Neal (x2) – 1994, 1996
- Penny Hardaway – 1997
- Dwight Howard – 2007

### NBA All-Rookie Team

#### NBA All-Rookie First Team
- Dennis Scott – 1991
- Shaquille O'Neal – 1993
- Penny Hardaway – 1994
- Matt Harpring – 1999
- Mike Miller – 2001
- Drew Gooden – 2003
- Dwight Howard – 2005
- Victor Oladipo – 2014
- Elfrid Payton – 2015
- Franz Wagner – 2022
- Paolo Banchero – 2023

#### NBA All-Rookie Second Team
- Stanley Roberts – 1992
- Michael Doleac – 1999
- Chucky Atkins – 2000
- Gordan Giriček – 2003
- Jameer Nelson – 2005

### NBA All-Defensive Team

#### NBA All-Defensive First Team
- Dwight Howard (x4) – 2009, 2010, 2011, 2012

#### NBA All-Defensive Second Team
- Horace Grant (x2) – 1995, 1996
- Dwight Howard – 2008
- Jalen Suggs – 2024